# Gan-Ocziryn Urtnasan
Gan-Ocziryn Urtnasan (mong. Ган-Очирын Уртнасан; ur. 27 lutego 1994) – mongolska zapaśniczka walcząca w stylu wolnym. Zajęła dziewiąte miejsce na mistrzostwach świata w 2017. Piąta na mistrzostwach Azji w 2014 i 2017. Trzecia w Pucharze Świata w 2017 roku.